# Autostrada Pjongjang-Kaesŏng
Autostrada Pjongjang-Kaesŏng, nazywana także Autostradą Zjednoczenia (kor. 평양개성고속도로; hancha: 平壤–開城高速道路) – autostrada znajdująca się w Korei Północnej. Łączy stolicę kraju (Pjongjang) z Sariwŏn, Kaesŏng i Koreańską Strefą Zdemilitaryzowaną, gdzie kończy swój bieg. Ma 170 km długości, przekrój wielopasowy oraz kilka tuneli w swoim ciągu. Zdaniem turystów odwiedzających kraj na drodze panuje bardzo mały ruch, a także występują punkty kontrolne i bariery przeciwczołgowe.
Nazwa Autostrada Zjednoczenia została wybrana w celu promowania idei zjednoczenia Korei. Autostrada w całości jest częścią trasy azjatyckiej AH1.
Budowa drogi rozpoczęła się w 1987 roku i została zakończona 15 kwietnia 1992 roku, w dniu urodzin prezydenta Kim Ir Sena.
Mimo braku możliwości przekroczenia granicy między państwami koreańskimi, na znakach z odległościami znajduje się również Seul.